# Litewskie Bataliony Pomocniczej Służby Policyjnej
Litewskie Bataliony Pomocniczej Służby Policyjnej (niem. Litauischen Hilfspolizei-Bataillonen, lit. Pagalbinės Policijos Tarnybos Batalionas) – pomocnicze formacje policyjne złożone z Litwinów podczas II wojny światowej.
Kiedy wojska niemieckie wkraczały latem 1941 na terytorium Litwy, miejscowa ludność witała je jak wyzwolicieli spod sowieckiego reżimu. W Kownie zaczął działać Tymczasowy Rząd Litewski, tworząc zaczątki litewskich sił zbrojnych.
Niemcy zakończyli jego działalność 5 sierpnia, zaś spośród Litwinów, którzy weszli w ich skład, utworzyli pomocnicze oddziały policyjne, zorganizowane w dwa bataliony, które zostały nazwane Litauischen Hilfspolizei-Bataillonen.
Składały się one z litewskich ochotników, na czele których stali b. oficerowie armii litewskiej. Zostały one podporządkowane mjr. Franzowi Lechthalerowi, dowódcy niemieckiego 11 Batalionu Policji Pomocniczej. Jednym z najbardziej znanych był, sformowany w sierpniu 1941 w Kownie, 2 Litewski Batalion Pomocniczej Służby Policyjnej pod dowództwem mjr. Antanasa Impulevičiusa. Przy dowództwach batalionów funkcjonowali jako doradcy niemieccy oficerowie.
W późniejszym okresie sformowano jeszcze trzy dalsze bataliony. Wraz z niemieckimi oddziałami policyjnymi wzięły one udział w akcjach eksterminacyjnych ludności żydowskiej, nie tylko na Litwie, ale też na Białorusi, mordując wiele tysięcy mężczyzn, kobiet i dzieci. Litwini zabijali też osoby uznawane za komunistów, oraz sowieckich jeńców wojennych.
W październiku 1941 Litauischen Hilfspolizei-Bataillonen zostały przekształcone w Litewskie Bataliony Bezpieczeństwa.